# 董景道
董景道（?—?），字文博，中国西晋隐士，弘农郡（今河南灵宝北）人。
他年轻时好学，曾经千里求师，关起门来昼夜诵读，不与他人交往。 学习《春秋三传》、《京氏易》、《马氏尚书》、《韩诗》，都能精究大义。晋惠帝永平年间，知天下将乱，隐居在商洛山。后来刘渊、刘聪、刘曜多次征召他，他没有赴职。刘曜时始出山。刘曜征为太子少傅、散骑常侍，固辞。终生未仕，寿终正寝。著有《礼通论》，阐发郑玄之说，已佚。

## 延伸阅读
[在维基数据编辑]
 《晉書/卷091》，出自房玄齡《晉書》